# Lars Frederiksen and the Bastards
Lars Frederiksen and the Bastards was een Amerikaanse punkband die in 2001 werd opgericht. De band diende als een randproject van Lars Frederiksen, gitarist van de punkband Rancid.
De band bestond uit zanger en gitarist Lars Frederiksen, zanger Gordy "Unknown Bastard" Carbone, basgitarist Jason "Jay Bastard" Woods, slaggitarist Craig Leg en drummer Scott "Skatty Punk Rock" Abels. Alhoewel Leg niet op het eerste album te horen is, is hij wel altijd een tourlid van de band geweest.

## Geschiedenis
De band werd opgericht nadat Tim Armstrong, een mede-bandlid en vriend van Frederiksen, suggereerde om nummers over Frederiksen en diens leven te schrijven. De band werd vervolgens samengesteld om deze nummers te kunnen vertolken, alsook enkele covers namelijk: "To Have and to Have Not" van Billy Bragg en "Leaving Here" van Holland–Dozier–Holland. Deze nummers vormen het debuutalbum van de band, getiteld Lars Frederiksen and the Bastards, dat in 2001 werd uitgegeven door Hellcat Records.
Het tweede studioalbum werd eveneens samen door Frederiksen en Armstrong geschreven. Dit album getiteld Viking, werd in 2004 uitgegeven door Hellcat Records en was voor Frederiksen een stuk meer persoonlijk. Het album bevat vertolkingen van "Marie, Marie" van The Blasters en "For You" van Anti-Nowhere League. Het nummer "Little Rude Girl" zou aanvankelijk door Rancid opgenomen worden, maar werd uiteindelijk door Lars Frederiksen and the Bastards opgenomen en uitgegeven op Viking.
In 2017 werden de twee studioalbums van de band heruitgegeven op lp door het platenlabel Pirates Press Records. Dit jaar werd ook het livealbum Live and Loud!! van Lars Frederiksen and the Bastards uitgegeven door Pirates Press Records. Dit album was opgenomen tijdens een concert op 9 maart 2001.

## Leden
- Lars Frederiksen (Rancid) - zang, gitaar
- Gordy (The Forgotten) - zang
- Craig Fairbaugh (Mercy Killers) - gitaar
- Jay (U.S. Roughnecks) - basgitaar
- Scott Abels (Hepcat) - drums

## Discografie
Studioalbums
- Lars Frederiksen and the Bastards (2001)
- Viking (2004)

Andere albums
- Switchblade (ep, 2006)
- Live and Loud!! (livealbum, 2017)